# Henry Higgs
Henry Higgs, född 4 mars 1864, död 21 maj 1940, var en brittisk nationalekonom.
Higgs var anställd i finansdepartementet 1899-1921, tjänstgjorde som privatsekreterare hos Henry Campbell-Bannerman och Austen Chamberlain och var lärare vid universitet i Bangor 1925-29. Higgs redigerade en utgåva av Inglis Palgraves Dictionary of Political Economy (1925-29).